# Zelomorpha larrykirkendalli
Zelomorpha larrykirkendalli (лат.) — вид паразитических наездников рода Zelomorpha из семейства Braconidae. Назван в честь энтомолога Larry Kirkendall (University of Bergen, Норвегия).

## Распространение
Центральная Америка: Коста-Рика.

## Описание
Мелкие перепончатокрылые наездники, длина тела около 1 см. Эндопаразитоиды свободноживущих гусениц чешуекрылых рода Opisthoxia (Geometridae), которые питались на молодых листьях Primulaceae: Opisthoxia molpadia (на листьях растения Parathesis glabra), O. bella (на Ardisia compressa) и O. uncinata (на Ardisia auriculata). 
Шпора передних голеней короче первого членика лапки; передние лапки с простыми когтями, не гребенчатые; яйцеклад короче половины длины метасомы; лоб ограничен килями. Вид был впервые описан в 2019 году американскими и канадскими энтомологами во главе с Сарой Мейеротто (Sarah Meierotto, Кентуккийский университет, Лексингтон, США).